# U svom filmu
U svom filmu je hrvatska televizijska razgovorna emisija koju uređuje i vodi Tončica Čeljuska. Emisija se premijerno prikazuje od 19. rujna 2017. na prvom programu HRT-a u večernjem terminu.
U emisiji gosti su mnogi poznati ljudi iz raznih djelatnosti javnog života koji govore o svojem životu i karijerama.

## Pregled serije
Treća sezona je završila ranije zbog pandemije COVID-19 u Hrvatskoj. Šesta sezona prikazivala se srijedom, dok sedma se ponovo prikazuje utorkom.
| Sezona | Sezona | Epizode | Epizode | Originalno emitiranje | Originalno emitiranje |
| Sezona | Sezona | Epizode | Epizode | Premijera             | Finale                |
| ------ | ------ | ------- | ------- | --------------------- | --------------------- |
|        | 1.     | 37      | 37      | 19. rujna 2017.       | 29. svibnja 2018.     |
|        | 2.     | 35      | 35      | 18. rujna 2018.       | 11. lipnja 2019.      |
|        | 3.     | 25      | 25      | 17. rujna 2019.       | 24. ožujka 2020.      |
|        | 4.     | 38      | 38      | 22. rujna 2020.       | 8. lipnja 2021.       |
|        | 5.     | 38      | 38      | 21. rujna 2021.       | 14. lipnja 2022.      |
|        | 6.     | 37      | 37      | 21. rujna 2022.       | 14. lipnja 2023.      |
|        | 7.     | 10      | 10      | 5. ožujka 2024.       | 10. lipnja 2024.      |

## Gosti
| 1. Sandra Perković 2. Nenad Bakić 3. Davor Pavuna 4. Tereza Kesovija 5. Ferit Sahenk 6. Stipe Božić 7. Ćiro Blažević 8. Sandra Paović 9. dr. Ivo Lučić 10. Stipe Jadrijević 11. Stjepan Šterc 12. Igor Rudan 13. Josipa Lisac 14. Dario Šimić 15. Tvrtko Barun 16. prof. dr. Igor Štagljar 17. Helena Bulaja Madunić 18. Stojko Vranković 19. Doris Dragović 20. Gordana Kovačević 21. Albert Gajšak 22. dr. Trpimir Goluža 23. Miro Gavran 24. Branko Roglić 25. Leo Lemešić 26. Denis Majo 27. Nenad Bach 28. Duško Ljuština 29. Tanya Dimitrova 30. prof. dr. Nikica Gabrić 31. prof. dr. Veljko Đorđević 32. prof. dr. Gordan Lauc 33. Siniša Stanić 34. Franka Batelić 35. dr. Nikša Sviličić 36. Ivica Kostelić 37. Zlatko Dalić | 1. prof. dr. Tomislav Mihaljević 2. Davor Rostuhar 3. Mate Rimac 4. Radwan Joukhadar 5. Zdravko Čolić 6. Dubravka Vrgoč 7. dr. Gordana Buljan Flander 8. Matej Meštrović 9. Davorin Štetner 10. prof. dr. Damir Eljuga 11. prof. dr. sc. Vlatka Zoldoš 12. Il Volo 13. Vinko Brešan 14. Martina Bienenfeld 15. Damir Sabol 16. Igor Štimac 17. Željko Joksimović 18. prof. dr. Dragan Primorac 19. Robert Kohorst 20. Radojka Šverko 21. Robert Torre 22. Darko Tipurić 23. Tonči Huljić 24. Damir Vanđelić 25. Dubravka Šuica 26. Božo Skoko 27. Miroslav Škoro 28. Branko Đurić Đuro 29. Max Emanuel Cenčić 30. Petar Grašo 31. Jacques Houdek 32. Davor Bruketa 33. Mate Granić 34. Severina 35. Ivica Tucak | 1. Marija Pejčinović Burić 2. Danijela Martinović 3. Andro Krstulović Opara 4. Jasenko Houra 5. Jorge Bucay 6. Krešimir Rotim 7. Pete Radovich 8. prof. dr. Damir Boras 9. Massimo Savić 10. Lana Kos 11. Zlatko Mateša 12. Paolo Magelli 13. Franjo Gregurić 14. Magnus MacFarlane Barrow 15. Dino Rađa 16. Rade Šerbedžija 17. Davor Miličić 18. Sergej Ćetković 19. Odilon Singbo 20. Lino Červar 21. Nina Badrić 22. Nela Sršen 23. prof. dr. Predrag Pale 24. Toni Cetinski 25. Gabi Novak | 1. Kristina Ivanuš 2. Jadranka Kosor 3. Mirko Filipović 4. Hrvoje Šalković 5. Almira Osmanović 6. Ivan Herak 7. Daria Lorenci Flatz 8. Zdravko Šljivac 9. Dejan Nemčić 10. Julijana Matanović 11. Tomislav Bralić 12. Hrvoje Balen 13. Alan Sumina 14. Vanna 15. Kolinda Grabar-Kitarović 16. prof. dr. Stipan Jonjić 17. Marina Ajduković 18. Bruno Šimleša 19. Miro Ungar 20. Tomislav Čadež 21. Damir Urban 22. Tomislav Debeljak 23. Goran Milić 24. Dino Merlin 25. Dražen Klarić 26. Mirjana Bohanec Vidović 27. Željko Bebek 28. Domagoj Matošević 29. Jadran Lazić 30. Marija Vidović 31. dr. Boris Jokić 32. prof. dr. Vladimir Findak 33. Neda Ukraden 34. dr. Natko Beck 35. Albina Grčić 36. Oliver Mlakar 37. Goran Štrok 38. Gibonni |

| 1. Miloš Biković 2. Tatjana Matejaš Tajči 3. Drago Štambuk 4. Jose Cura 5. Zrinko Ogresta 6. Zdravko Marić 7. prof. dr. Ivica Puljak 8. Mario Ančić 9. Branko Borković 10. Korado Korlević 11. Aleksander Čeferin 12. Zdenka Infeld 13. prof. dr. Matko Marušić 14. Mate Uzinić 15. Vjekoslava Huljić 16. Ivana Bodrožić 17. Toni Kukoč 18. Emir Hadžihafizbegović 19. Anja Šovagović-Despot 20. Saša Zalepugin 21. Stjepan Orešković 22. Arija Rizvić 23. Ante Vrban 24. Zorica Kondža 25. Krešimir Macan 26. Krešimir Dolenčić 27. Alfi Kabiljo 28. dr. Duško Čorak 29. prof. Zlatko Stić 30. Ratko Rudić 31. Hrvoje Handl 32. Ariana Vela 33. Zoran Predin 34. Roman Pavić 35. Enes Kišević 36. Dinko Lucić 37. Andrija Čolak 38. Vesna Pisarović | 1. Toni Milun 2. Ivana Šojat 3. Nina Violić 4. Hrvoje Tkalčić 5. Snježana Prijić Samaržija 6. Dubravka Šeparović Mušović 7. Aleksandar Petrović 8. Andre Rieu 9. Zlatko Dalić 10. Nikša Bratoš 11. Anđa Marić 12. Milan Marić 13. Vedrana Ljubić 14. Ante Bagarić 15. Zdenka Kovačiček 16. Tena Štivičić 17. prof. dr. Marin Soljačić 18. Iva Hraste Sočo 19. Rajko Grlić 20. Sanja Pilić 21. Jozica Šikić 22. Miki Manojlović 23. Mate Maras 24. Kristian Novak 25. Miroslav Radman 26. Ksenija Prohaska 27. Tedi Spalato 28. Ivica Propadalo 29. Ivo Josipović 30. Danica Ramljak 31. Jasna Zlokić 32. Helena Sablić Tomić 33. Dalibor Matanić 34. Ksenija Marinković 35. Stefan Milenković 36. Velimir Srića 37. Goran Bogdan | 1. Ivan Repušić 2. Roko Živković i Tomislav Pamuković 3. Danis Tanović 4. Svetlana Bojković 5. Dina Levačić 6. Vlatko Stefanovski 7. Sanja Vejnović 8. Tarik Filipović 9. Martin i Valent Sinković 10. Zlatko Dalić |

## Vanjske poveznice
- HRT – U svom filmu na YouTubeu